# 阿根廷體育
阿根廷是世界體育大國。足球是阿根廷最受歡迎的體育運動。除了足球之外，賽車、籃球、拳擊、自行車、曲棍球、釣魚、高爾夫、手球、登山、網球、馬球、曲棍球、賽艇、橄欖球、帆船、滑雪、游泳和排球也是阿根廷很受歡迎的體育運動。自1978年以來，阿根廷就是南美運動會獲得金牌最多的國家。在整個美洲，阿根廷也是僅次於美國、加拿大和古巴的體育大國。

## 足球
足球是阿根廷最受歡迎的體育運動，被稱為阿根廷的國球。阿根廷獲得3次世界盃冠軍、15次美洲盃足球賽冠軍。
早於1891年阿根廷就建立第一個全國性足球聯賽。根據國際足協統計，迄今阿根廷全國共有3,377家足球會，註冊球員331,811人，並且有2,327,000名非註冊球員。而此中，326家足球會參與官方之足球聯賽。

## 籃球
阿根廷也是籃球大國，有眾多著名NBA選手都是阿根廷人。早於1950年代阿根廷就贏得世界籃球大賽冠軍，但之後一直未有國際獎項。直到2004年雅典奧運，才獲得奧運金牌。

## 網球
1970年代開始，阿根廷也是世界網球強國，在戴維斯杯也有亮麗表現。早於1980年代，阿根廷就有網球好手吉列爾莫·維拉斯和加布里埃拉·萨巴蒂尼。近代則有加斯顿·高迪奥、大卫·纳尔班迪安、胡安·馬丁·德爾波特羅。

## 橄欖球
阿根廷也是世界橄欖球強國。不過長期以來，球員都是業餘身分，但也有部分好手外流至海外聯賽。